# Donació dels Ordes militars a Ramon Berenguer IV

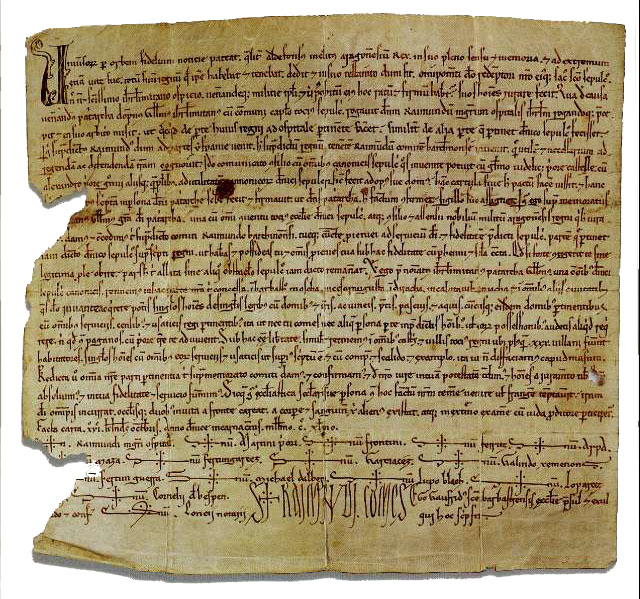
Donació l'Orde de l'Hospital i de l'Orde del Sant Sepulcre
a Ramon Berenguer IV (16 de setembre del 1140) Íncipit: «Universorum per orbem fidelium noticie pateat qualiter Adefonsus, inclitus aragonensium rex, in suo pleno sensu et memoria»

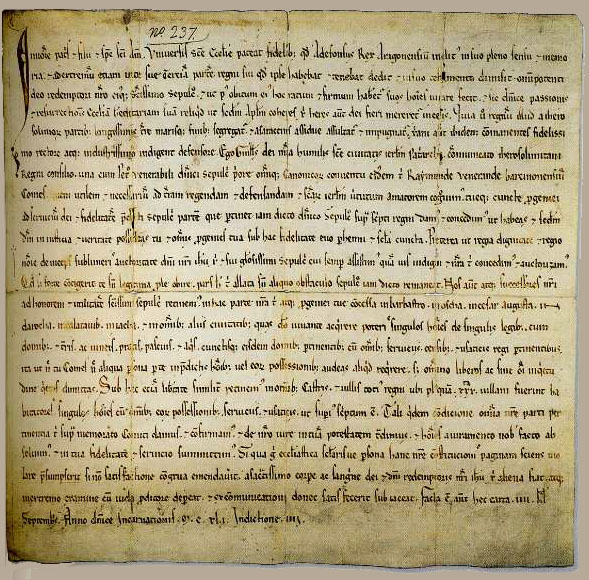
Confirmació de la donació l'Orde del Sant Sepulcre
a Ramon Berenguer IV (29 d'agost del 1141) Íncipit: «In nomine Patris et Filii et Spiritus Sancti, amen. Universis sancte ecclesie pateat filiis quod Adefonsus, rex aragonensium inclitus, in suo pleno sensu et memoria»

Les Cessió dels Ordes militars són els tres tractats pels quals els Ordes militars cediren el 1140 i el 1141 a Ramon Berenguer IV, comte de Barcelona i príncep d'Aragó, els drets que havien rebut sobre les terres del difunt rei Alfons I «el Bataller» i que aquest els havia cedit.

## Context
En virtut del Testament d'Alfons I d'Aragó (1131), i que la butlla del Sant Pare Innocenci II del 10 de juny del 1136 referendava, els Ordes militars exigien l'acompliment de la voluntat del difunt rei Alfons I d'Aragó. Una de les prioritats de Ramon Berenguer IV de Barcelona fou la de resoldre aquests drets.

## Acord amb l'Orde de l'Hospital i l'Orde del Sant Sepulcre
Després de diverses negociacions el 16 de setembre del 1140 s'arribà a un acord amb el gran mestre de l'Orde de l'Hospital Raymond du Puy, representant de l'Orde de l'Hospital de Sant Joan i de l'Orde del Sant Sepulcre de Jerusalem; mitjançant aquest acord aquests dos Ordes cedien a la persona del comte Ramon Berenguer IV de Barcelona i al seu successor (damus et concedimus tibi, supradicto comiti Raimundo barchinonensi, tueque cuncte progeniei), la part que els corresponia a cadascuna en virtut del testament d'Alfons I, rei d'Aragó i Pamplona, a canvi que aquest els concedís drets a construir esglésies i comandes en diverses poblacions dels seus territoris; s'hi incloïa una clàusula per la qual si Ramon Berenguer IV de Barcelona moria sense descendents, els dits territoris retornarien als Ordes militars. Segellaven aquest acord dues cartes (alphabeto divisa) de contingut idèntic i que tan sols variaven en el nom de l'Orde que efectuava la cessió; una a nom de Guillem, Patriarca de Jerusalem i de tot el Convent i Capítol del Sant Sepulcre, representats pel mestre de l'Orde de l'Hospital Raymond du Puy, i l'altre, on el mestre de l'Orde de l'Hospital actua en nom del seu propi Orde:
| « | Sigui manifesta la notícia per tot el món de l'univers dels fidels que Alfons, ínclit rei dels Aragonesos, en el seu ple sentit i memòria, a l'extrem de la seva vida, va deixar en el seu testament tot el regne que havia i tenia a Déu omniopotent, nostre redemptor, i al sacrosant Sepulcre i al Santíssim Hospital de Jerusalem, ia la venerada milícia del Temple, i va fer jurar als seus homes que després de la seva mort el testament tindrien ferm i ratificat. Per la qual causa el venerat patriarca de Jerusalem, En Guillem, amb el comú capítol de tot el Sepulcre, va pregar al mestre de l'Hospital de Jerusalem En Ramon i pregant va manar i en el seu arbitri va posar, que cada part del regne pertanyés a l'Hospital de la mateixa manera fes com la que pertanyés al Sepulcre del Senyor. Així el sobredit Ramon vingué a les parts d'Espanya, quan era Tenent del regne el comte de Barcelona Ramon, i va conèixer que era útil i necessari per al regiment i defensa de la terra. Per això, havent tingut consell amb tots els canonges del Sepulcre que va poder trobar, amb Guillem, prior de Castella, amb Alexandre, prior de Logronyo, i molts altres, per utilitat dels canonges del Sepulcre del Senyor, així va fer per negoci de la seva casa aquesta carta o aquest pacte va fer, i aquesta escriptura sota escrita en nom del senyor Patriarca va fer escriure i va signar de manera que el Patriarca aquest fet confirmi i signe amb el seu segell. Per això jo sobreanomenat Guillem, patriarca de Jerusalem per la gràcia de Déu, juntament amb el convent de tota l'església del Sepulcre del Senyor i amb el consell dels nobles cavallers del regne d'Aragó que això van jurar, et donem i concedim a tu sobredit comte de Barcelona Ramon i tota la teva progènie, al servei de Déu i fidelitat del predit Sepulcre la part que pertany al Sepulcre del Senyor del sobredit regne, perquè el tinguis i posseixis tu i tota la teva progènie, sota aquesta fidelitat, perpètuament i per tots els segles. I si s'esdevé que morissis sense legítima prole, aquesta part a tu lliurada sense obstacle torni al Sepulcre ja citat. I jo esmentat Guillem, patriarca de Jerusalem, juntament amb tots els canonges del Sepulcre del Senyor, retenim en aquesta part que et concedim, a Barbastre, Osca, Saragossa, Daroca, Calatayud, Jaca i en totes les altres ciutats que amb l'ajuda de Déu conqueriras, un home de cadascuna de les lleis, amb les seves cases i terres i vinyes, prats, pastures i aigües, i totes les pertinences de la casa, amb tots els seus serveis, censos i usos pertanyents al rei, de tal manera que ni tu, ni alguna persona per tu, en els predits homes i les seves possessions osin requerir qualsevol cosa, llevat que contra pagans t'ajudin amb el prior de la terra. Sota aquesta llibertat de la mateixa manera retenim en cada castell i vila de tot el regne, on hi hagués més de trenta vilatans habitats, un home a cada un, amb tots els seus serveis i usos, com dalt està escrit. Les predites totes les nostres parts pertanyents a tu sobredit comte les donem i confirmem i del nostre dret a la teva potestat portem, i als homes del jurament a nosaltres fet absolem, i a la teva fidelitat i servei sotmetem. Si alguna persona eclesiàstica o seglar contra aquest nostre fet intentés venir o trencar-lo, en la ira de Déu omnipotent incorri i dels dos ulls de front no tingui durant la seva vida, i sigui aliè del cos i sang de Crist i al final dels seus dies participi amb Judes el traïdor. Feta la carta el 16 de septimebre l'any de la encarnción del Senyor de 1140. Sig+num de Ramon, mestre de l'Hospital Sig+num de Martín, prior Sig+num de Fortí Sig+num de Ferriz Sig+num de Arpa Sig+num de Maça Sig+num de Fortuny Garcés Sig+num de García Garcés Sig+num de Galindo Ximénez Sig+num de Fortún Guerra Sig+num de Miguel d'Albero Sig+num de Lope Blasco Sig+num de Lope Garcés «aitan» Sig+num de Cornel de «Despespenen» Sig+num de Ramon, comte Sig+num de Ponç, notari del comte, que això va escriure, havent raspat i esmenat en la cinquena i sisena línia i sobreposat en la línia 8, on diu prole | » |

Així el 29 d'agost de 1141 Guillem Patriarca de Jerusalem i Pere prior de l'Orde del Sant Sepulcre de Jerusalem, expedien una nova carta des de Jerusalem confirmant l'acord que el mestre de l'Orde de l'Hospital Raymond du Puy havia fet en nom seu el 16 de setembre del 1140, amb la que ratificaven la donació de les seves possessions a la persona del comte Ramon Berenguer IV de Barcelona (eiusdem, tibi, Raimunde, venerande barchinonensium comes).
A més a més, aquesta carta de confirmació venia acompanyada d'una altra carta que el Patriarca Guillem i el Prior Pere adreçaven personalment a Ramon Berenguer IV, on a més d'anunciar-li la cessió que li havien atorgat, li comunicaven que això ho havien fet en consideració a les virtuts que en ell resplandien, i que per tant l'havien admès en la confraternitat de l'Orde del Sant Sepulcre de Jerusalem

## Acord amb l'Orde del Temple
És de suposar que finalment un tractat similar es negociés amb l'Orde del Temple de Salomó, però no s'ha trobat el document d'acord entre el templers i el comte de Barcelona. El mes de novembre del 1143 el comte Ramon Berenguer concedí privilegis a l'Orde del Temple, orde a la qual havia pertanyut el seu pare, el comte Ramon Berenguer III.

## Confirmació de la cessió a Ramon Berenguer del Papa Adrià IV
Tots els acords, cessions i compensacions foren confirmats el 24 de juny del 1158 per una butlla del Papa Adrià IV. Per a l'historiador Antonio Ubieto, els acords de cessió dels Ordes militars i les compensacions obtingudes a canvi s'enmarquen en un període de necessitats econòmiques d'aquestes, i amb el suport del Papat, varen veure l'ocasió d'obtenir el seu establiment a Aragó i Catalunya invocant el testament d'Alfons I d'Aragó, tres anys després de la mort d'aquest, i quan Ramon Berenguer havia afermat el seu poder sobre el regne d'Aragó. També assenyala que cap negociació es va obrir per reclamar els drets que els corresponien sobre Navarra, perquè Alfons I havia estat rei d'Aragó i de Pamplona.

## Manuscrits i edicions
- Carta del mestre de l'Orde de l'Hospital en nom de l'Orde del Sepulcre
  - ACA, Pergamins, núm. 166
  - Bofarull, Pròsper: Colección de documentos inéditos de la Corona de Aragón; Barcelona, 1849; tom IV, pàg. 70, nº XXXII.
- Carta del mestre de l'Orde de l'Hospital en nom propi
  - ACA, Pergamins, núm. 166
  - Bofarull, Pròsper: Colección de documentos inéditos de la Corona de Aragón; Barcelona, 1849; tom IV, pàg. 73, nº XXXII.
- Carta del patriarca de Jerusalem confirmant la cessió que havia fet en nom seu el mestre de l'Orde de l'Hospital
  - ACA, Pergamins d'Alfons, núm. 1, fol. 7
  - Bofarull, Pròsper: Colección de documentos inéditos de la Corona de Aragón; Barcelona, 1849; tom IV, pàg. 78, nº XXXVI.
- Carta del patriarca de Jerusalem adreçada a Ramon Berenguer anunciat la cessió i l'ingrés a l'Orde del Sepulcre
  - ACA, Pergamins d'Alfons, núm. 1, fol. 7
  - Varia, Liber feudorum maior